# Liste der finnischen Botschafter in Georgien
Liste der finnischen Botschafter in Georgien.
| Ernennung Akkreditierung | Name                | Bemerkungen | ernannt von      | Akkreditiert bei     | Posten verlassen  |
| ------------------------ | ------------------- | ----------- | ---------------- | -------------------- | ----------------- |
| 20. November 1995        | Jan Henrik Groop    |             | Martti Ahtisaari | Eduard Schewardnadse | 30. November 1998 |
| 30. November 1998        | Björn Ekblom        |             | Tarja Halonen    | Eduard Schewardnadse | 19. Juni 2001     |
| 19. Juni 2001            | Timo Aleksi Lahelma |             | Tarja Halonen    | Eduard Schewardnadse | 30. November 2004 |
| 1. September 2004        | Terhi Hakala        |             | Tarja Halonen    | Micheil Saakaschwili | 15. Oktober 2007  |
| 24. April 2008           | Petri Olavi Salo    |             | Tarja Halonen    | Micheil Saakaschwili |                   |